# Tropasteron raveni
Tropasteron raveni là một loài nhện trong họ Zodariidae.
Loài này thuộc chi Tropasteron. Tropasteron raveni được B.C.Baehr miêu tả năm 2003.